# Lie-Integration
Die Lie-Integration (nach Sophus Lie) ist ein Verfahren zur numerischen Integration von Differentialgleichungen. Im Gegensatz zu den herkömmlichen Verfahren können die Gleichungen hier durch Differenzieren anstatt durch Integration gelöst werden.

## Grundlagen

### Lie-Operator
Der Lie-Operator D ist ein linearer Differentialoperator: Sei {\displaystyle G\subset \mathbb {C} ^{n}} ein Gebiet und {\displaystyle D:C^{\infty }(G,\mathbb {C} )\longrightarrow C^{\infty }(G,\mathbb {C} )} (hierbei sei {\displaystyle C^{\infty }(G,\mathbb {C} )=\{f:G\longrightarrow \mathbb {C} \,|\,f{\text{ holomorph}}\,\}} sowie {\displaystyle z=(z_{1},\ldots ,z_{n})\in G\subset \mathbb {C} ^{n}}) von der Gestalt
{\displaystyle D=\theta _{1}{\frac {\partial }{\partial z_{1}}}+\theta _{2}{\frac {\partial }{\partial z_{2}}}+\ldots +\theta _{n}{\frac {\partial }{\partial z_{n}}}.}
Die Funktionen {\displaystyle \theta _{i}(z):G\longrightarrow \mathbb {C} } sind holomorph (d. h. sie können in eine konvergierende Potenzreihe entwickelt werden).

### Lie-Reihen
Der Lie-Operator kann auf eine Funktion {\displaystyle f(z)} (die in der gleichen Region holomorph ist wie {\displaystyle \theta _{i}(z)}) angewandt werden:
{\displaystyle D(f)=\theta _{1}{\frac {\partial f}{\partial z_{1}}}+\theta _{2}{\frac {\partial f}{\partial z_{2}}}+\ldots +\theta _{n}{\frac {\partial f}{\partial z_{n}}}.}
Die Lie-Reihe L wird nun folgendermaßen definiert:
{\displaystyle L(z,t)=\sum _{\nu =0}^{\infty }{\frac {t^{\nu }}{\nu !}}D^{\nu }f(z)=f(z)+tDf(z)+{\frac {t^{2}}{2!}}D^{2}f(z)+\ldots ,}
wobei {\displaystyle D^{2}} die zweifache Anwendung des Lie-Operators auf {\displaystyle f(z)} bedeutet, und so weiter. Da die Taylor-Reihe der Exponentialfunktion durch
{\displaystyle e^{x}=\left(1+{\frac {x}{1!}}+{\frac {x^{2}}{2!}}+{\frac {x^{3}}{3!}}+\ldots \right)}
gegeben ist, kann die Lie-Reihe symbolisch in folgender Form geschrieben werden:
{\displaystyle L\left(z,t\right)=e^{tD}f\left(z\right)}.

#### Vertauschungssatz
Für die Lie-Reihe gilt ein Vertauschungssatz: Es sei {\displaystyle F:G\subset \mathbb {C} ^{n}\rightarrow \mathbb {C} ^{n}} eine holomorphe Funktion und die in {\displaystyle z\in G} entwickelte Potenzreihe von {\displaystyle F} konvergiere im Punkt {\displaystyle Z\in G} mit {\displaystyle Z=\sum _{\nu =0}^{\infty }{\frac {t^{\nu }}{\nu !}}D^{\nu }z}. Dann gilt
{\displaystyle F\left(Z\right)=\sum _{\nu =0}^{\infty }{\frac {t^{\nu }}{\nu !}}D^{\nu }F(z)},
was auch in der Form
{\displaystyle F\left(e^{tD}z\right)=e^{tD}F(z)}
geschrieben werden kann. Die letzte Darstellung motiviert die Bezeichnung Vertauschungssatz: Man kann die Anwendungsreihenfolge von {\displaystyle e^{tD}} und {\displaystyle F} vertauschen.

## Die Methode
Die Lösung einer Differentialgleichung durch Lie-Integration funktioniert folgendermaßen. Gegeben sei ein System von Differentialgleichungen erster Ordnung:
{\displaystyle {\frac {\mathrm {d} z_{i}}{\mathrm {d} t}}=\theta _{i}(z)}, {\displaystyle i=0\ldots n}
Dann können die Lösungen der Gleichungen durch eine Lie-Reihe beschrieben werden:
{\displaystyle z_{i}=e^{tD}\xi _{i}}
wobei hier {\displaystyle \xi _{i}} die Anfangsbedingungen {\displaystyle z_{i}(t=0)} sind. Zum Beweis wird zuerst {\displaystyle z_{i}} nach der Zeit abgeleitet:
{\displaystyle {\frac {\mathrm {d} z_{i}}{\mathrm {d} t}}=De^{tD}\xi _{i}}.
Der Vertauschungsatz ergibt dann {\displaystyle De^{tD}\xi _{i}=e^{tD}D\xi _{i}} und aus der Definition des Lie-Operators folgt
{\displaystyle D\xi _{i}=\theta _{i}\left(\xi _{i}\right)}
und damit der Beweis der Aussage:
{\displaystyle {\frac {\mathrm {d} z_{i}}{\mathrm {d} t}}=e^{tD}\theta _{i}\left(\xi _{i}\right)=\theta _{i}\left(e^{tD}\xi _{i}\right)=\theta _{i}\left(z_{i}\right)}.

## Beispiel
Als Demonstration des Verfahrens wird hier die Bewegungsgleichung des harmonischen Oszillators mittels Lie-Integration gelöst. Die Bewegung des Oszillators kann durch eine Differentialgleichung zweiter Ordnung beschrieben werden:
{\displaystyle {\frac {\mathrm {d} ^{2}x}{\mathrm {d} t^{2}}}+\alpha ^{2}x=0}.
Zuerst wird diese Gleichung in ein System zweier Differentialgleichungen erster Ordnung umgewandelt:
{\displaystyle {\frac {\mathrm {d} x}{\mathrm {d} t}}=y=\theta _{1}(x,y)},
{\displaystyle {\frac {\mathrm {d} y}{\mathrm {d} t}}=-\alpha ^{2}x=\theta _{2}(x,y)}.
Die Anfangsbedingungen werden als {\displaystyle x(t=0)=\xi } und {\displaystyle y(t=0)=\eta } bezeichnet. Damit hat der Lie-Operator folgende Form:
{\displaystyle D=\theta _{1}{\frac {\partial }{\partial \xi }}+\theta _{2}{\frac {\partial }{\partial \eta }}=\eta {\frac {\partial }{\partial \xi }}-\alpha ^{2}\xi {\frac {\partial }{\partial \eta }}}.
Die Lösungen der Differentialgleichungen sind nun durch die Lie-Reihen gegeben:
{\displaystyle x=e^{\tau D}\xi ,}
{\displaystyle y=e^{\tau D}\eta }
wobei hier {\displaystyle \tau } den Zeitschritt {\displaystyle t-t_{0}} der Integration darstellt. Um die Lösung explizit darzustellen, wird nun die Lie-Reihe in ihrer entwickelten Form dargestellt:
{\displaystyle x=e^{\tau D}\xi =\left(1+\tau D+{\frac {\tau ^{2}}{2!}}D^{2}+{\frac {\tau ^{3}}{3!}}D^{3}+\ldots \right)\xi }
Nun werden die einzelnen Terme der Reihe berechnet:
{\displaystyle D\xi =\eta =\theta _{1}}
{\displaystyle D^{2}\xi =D\eta =-\alpha ^{2}\xi =\theta _{2}}
{\displaystyle D^{3}\xi =-\alpha ^{2}D\xi =-\alpha ^{2}\eta }
{\displaystyle D^{4}\xi =-\alpha ^{2}D\eta =\alpha ^{4}\xi }
{\displaystyle D^{5}\xi =-\alpha ^{4}D\xi =\alpha ^{4}\eta \,}
{\displaystyle D^{6}\xi =-\alpha ^{4}D\eta =-\alpha ^{6}\xi }
Allgemein lässt sich zeigen, dass in diesem Fall gilt:
{\displaystyle D^{2n}{\xi }=(-1)^{n}\alpha ^{2n}\xi }
{\displaystyle D^{2n+1}{\xi }=(-1)^{n}\alpha ^{2n}\eta }
Nun können die einzelnen Terme in die Lie-Reihe eingesetzt werden:
{\displaystyle x=\xi +\tau \eta -{\frac {\tau ^{2}}{2!}}\alpha ^{2}\xi -{\frac {\tau ^{3}}{3!}}\alpha ^{2}\eta +{\frac {\tau ^{4}}{4!}}\alpha ^{4}\xi \ldots }
Nach einer Faktorisierung von {\displaystyle \xi } und {\displaystyle \eta } ergibt sich schließlich
{\displaystyle x=\xi \left(1-{\frac {\tau ^{2}}{2!}}\alpha ^{2}+{\frac {\tau ^{4}}{4!}}\alpha ^{4}-{\frac {\tau ^{6}}{6!}}\alpha ^{6}+\ldots \right)+{\frac {\eta }{\alpha }}\left(\tau \alpha -{\frac {\tau ^{3}}{3!}}\alpha ^{3}+{\frac {\tau ^{5}}{5!}}\alpha ^{5}-{\frac {\tau ^{7}}{7!}}\alpha ^{7}+\ldots \right)}
Bei den beiden Reihen in den Klammern handelt es sich um die Potenzreihe der Kosinus- bzw. Sinus-Funktion. Damit folgt nun die Lösung der Bewegungsgleichung des harmonischen Oszillators:
{\displaystyle x(t)=\xi \cos \alpha \tau +{\frac {\eta }{\alpha }}\sin \alpha \tau }.

## Bemerkungen zur Lie-Integration
- Da die Lösungen bei der Lie-Integration als Potenzreihe in der unabhängigen Variable (hier {\displaystyle \tau }) gegeben ist, ist es sehr einfach, einen Integrations-Algorithmus mit Schrittweitensteuerung anzugeben.

- Das Verfahren ist bei der numerischen Lösung von Differentialgleichungen sehr exakt. Durch Auswahl des Zeitschritts und der Anzahl der Terme der Lie-Reihe, die für die Lösung berechnet werden, lässt sich die Genauigkeit steuern: je mehr Lie-Terme berechnet werden, desto größer kann der Zeitschritt sein (und umgekehrt).

- Für viele Differentialgleichungen kann die Berechnung der Terme der Lie-Reihe rekursiv erfolgen. Damit wird das Integrationsverfahren sehr schnell.

- Zur Lösung einer Differentialgleichung mittels Lie-Integration ist nur Kenntnis über die Ableitungen der Gleichungen notwendig. Diese können aber immer, bis zu einer beliebig hohen Ordnung, bestimmt werden. Außerdem ist die Differentiation von Gleichungen im Gegensatz zur Integration mittels Computeralgebrasystemen (wie z. B. Mathematica oder Maple) komplett automatisierbar.

Aus den oben genannten Gründen wird die Lie-Integration besonders in der Himmelsmechanik zur numerischen Integration der Planetenbewegung verwendet, da hier Schnelligkeit und Genauigkeit von großer Bedeutung sind (siehe Lie-Integrator).